# Iso Kontojärvi
Iso Kontojärvi och Pikku Kontojärvi är sjöar i Finland. De ligger i kommunen Vindala i landskapet Södra Österbotten, i den centrala delen av landet, 300 km norr om huvudstaden Helsingfors. Iso Kontojärvi ligger 128 meter över havet. Arean är 6,3 hektar och strandlinjen är 1,35 kilometer lång. Sjön  ingår i Kronoby å huvudavrinningsområde. 